# Pātan (ort i Indien, Madhya Pradesh, Seonī)
Pātan är en ort i Indien.   Den ligger i distriktet Seonī och delstaten Madhya Pradesh, i den centrala delen av landet, 700 km söder om huvudstaden New Delhi. Pātan ligger 667 meter över havet och antalet invånare är 13 215.
Terrängen runt Pātan är platt. Runt Pātan är det ganska tätbefolkat, med 120 invånare per kvadratkilometer. Det finns inga andra samhällen i närheten. Trakten runt Pātan består till största delen av jordbruksmark.